# George Philip Baker
George Philip Baker (Plumstead, 21 mei 1879-19 april 1951) was een Brits auteur, die in de jaren 20 en 30 van de 20e eeuw verscheidene "populaire" historische boeken uitbracht.

## Leven en werken
Doordat hij vanaf zijn achtste doof was, kon hij niet dienen in het Engelse leger, maar hij zou wel bijna heel zijn leven burgerlijk ambtenaar zijn in de Royal Artillery. Hij had interesse voor militaire geschiedenis en zou in zijn werken benadrukken dat politieke en economische ontwikkelingen de onderliggende oorzaak waren voor de militaire capaciteiten die rijken deden opkomen en vallen. Hoewel hij geen professioneel onderzoeker was, nam hij voor zijn werken altijd de eigentijdse wetenschappelijke literatuur door om goed geïnformeerd over zijn onderwerp te kunnen vertellen. Hij schreef werken over verscheidene historische figuren (Sulla, Hannibal, Tiberius, Constantijn, Justinianus, Karel de Grote, de soldaatkoningen van Wessex), alsook een werk over beslissende veldslagen dat verscheidene herdrukken zou kennen (Book of Battles, 1935.). In zijn werken had hij een bijzondere aandacht voor militaire tactieken en strategieën.

## Werken[3]
- Sulla the fortunate: the great dictator; being an essay on politics in the form of a historical biography, New York, 1927.
- Tiberius Cæsar, New York, 1928.
- Hannibal, New York, 1929.
- Constantine the Great and the Christian revolution, New York, 1930.
- The fighting kings of Wessex: a gallery of portraits, New York, 1931.
- Justinian, New York, 1931.
- Charlemagne, and the united states of Europe, New York, 1932.
- Twelve centuries of Rome: 753 B.C. - A.D. 476, Londen, 1934.
- A book of battles; being a description of fifteen battles that determined the course of civilization, together with some account of the men who fought them and the women who influenced them, New York, 1935.
- Augustus: the Golden Age of Rome, New York, 1937.
- Mountaineering memories of the past, Londen, 1942.